# Corp (fizică)

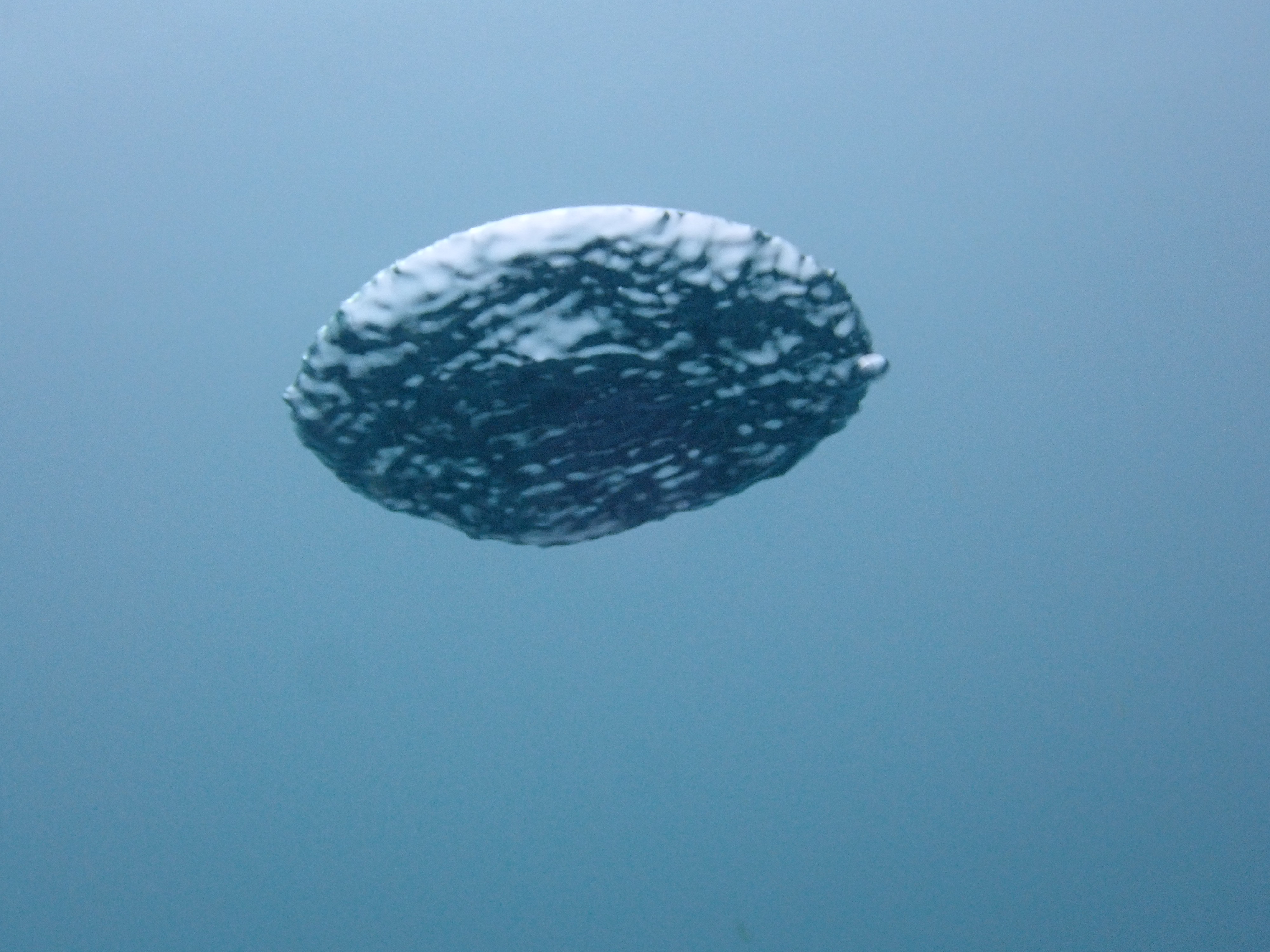
O bulă de gaz în apă

În fizică, în special în mecanica clasică, un corp este o porțiune de materie bine determinată, având în spațiul tridimensional o frontieră (limită) evidentă. Limita corpului, deși se poate schimba în timp, trebuie să fie definită și identificată prin proprietățile materialului, și de obicei este suprafața vizibilă sau tangibilă a sa. Materia din obiect este constrânsă (într-o măsură mai mare sau mai mică) să se miște ca un tot unitar. Limita se poate deplasa în spațiul tridimensional față de alte obiecte de care nu este atașată prin translație și rotație. Limita unui corp se poate deforma și modifica în timp în diferite moduri.
Un corp nu este obligatoriu să fie format din aceeași colecție de materie. Atomii sau părțile unui corp se pot schimba în timp. Un corp este de obicei menit să fie definit prin cea mai simplă reprezentare a frontierei sale în concordanță cu observațiile. Totuși, uzual legile fizicii se aplică direct doar corpurilor care sunt formate din aceeași colecție de materie.
Din punct de vedere filozofic un corp are multe dintre caracteristicile unui obiect. Orice corp are o identitate unică, independentă de orice alte proprietăți. Două corpuri pot fi identice, în toate proprietățile, cu excepția poziției, dar rămân totuși distincte. În cele mai multe cazuri, limitele a două corpuri nu se pot suprapune în timp în niciun moment. Proprietatea identității permite numărarea corpurilor. Intuitiv, la un moment dat de timp corpul are o anumită poziție în spațiu (deși nu echivalează neapărat cu abstracția unui punct în spațiu și timp). Se presupune că un corp în ansamblu are proprietăți cantitative precum masă, moment, sarcină electrică, alte mărimi care se conservă și, eventual, alte mărimi.

## În sensul comun
Un corp este identificat prin simțuri. Proprietățile sale sunt deduse prin învățare și raționament bazat pe informațiile percepute.
În sens comun, un corp este format din materialul din interiorul limitei sale, în spațiul tridimensional. Limita unui corp este o suprafață adiacentă care poate fi folosită pentru a determina ce este în interiorul și ce este în afara acestuia. Un corp este o singură bucată de material, a cărei întindere este determinată de o descriere bazată pe proprietățile materialului. În sensul comun o sferă imaginară de granit într-un bloc mai mare de granit nu ar fi considerată un corp distinct, identificabil. Însă un craniu fosilizat aflat într-o rocă poate fi considerat un corp în sens fizic deoarece este posibil să i se determine limitele pe baza proprietăților materialului.
La un corp rigid, poziția limitei sale se poate modifica în timp prin translații și rotații continui. Pentru un corp deformabil limita se poate modifica inclusiv prin deformare continuă în timp.
Din punct de vedere filizofic un corp are o identitate. În general, două corpuri cu proprietăți identice, însă cu poziții diferite în spațiu la un moment dat, pot fi distinse ca două corpuri și nu ocupă același spațiu în același moment. Identitatea unui corp poate fi urmărită folosind continuitatea modificării limitei sale în timp. Identitatea corpurilor permite ca obiectele să fie aranjate în mulțimi și numărate.
Materia dintr-un corp se poate schimba în timp. De exemplu, o piatră se poate uza sau sparge. Corpul va fi privit ca același obiect după adăugarea sau îndepărtarea de material dacă sistemul poate fi descris mai simplu prin existența continuă a corpului decât în orice alt mod. Adăugarea sau îndepărtarea de material poate schimba discontinuu limitele corpului. Continuarea identității se bazează apoi pe descrierea sistemului prin identitate continuă, ca fiind mai simplă decât fără identitate continuă. De exemplu, un anumit vehicul ar putea avea toate roțile schimbate, totuși poate fi considerat în continuare același vehicul.
Identitatea unui corp este indivizibilă. Dacă un corp este rupt în bucăți, cel mult una dintre bucăți are identitatea precedentă. Totuși, identitatea unui corp se poate schimba în urma schimbării percepției care îl identifică.

## În mecanica clasică
În mecanica clasică un corp are masă, viteză, moment și energie. Corpul există în spațiul tridimensional. Interacțiunile cu alte corpuri depind de poziția și de forma sa.
În mecanica mediilor continue un corp poate fi descris ca o mulțime de corpuri infinitezimale, care interacționează între ele prin forțe interioare care pot fi descrise prin presiune și tensiuni.